# Staatsschuldenquote in Island
Die Staatsschuldenquote Islands gibt das Verhältnis zwischen den isländischen Staatsschulden einerseits und dem isländischen nominalem Bruttoinlandsprodukt andererseits an.

## Entwicklung in den letzten Jahren
Die Staatsschuldenquote Islands stieg aufgrund der Finanzkrise zwischen 2008 und 2013 an. Entsprach die Staatsverschuldung von 1.041,6 Mrd. Isländischen Kronen Ende 2008 einer Staatsschuldenquote von 70,4 %, so erreichte die Staatsschuldenquote Ende 2013 angesichts eines Schuldenstandes von dann inzwischen 1.605,2 Mrd. Isländischen Kronen einen Wert von 89,9 %.

## Prognostizierte Entwicklung
Der Internationale Währungsfonds geht davon aus, dass die Staatsschuldenquote Islands bis Ende 2019 bei einem Schuldenstand von dann 1.781,1 Mrd. Isländische Kronen auf 68,7 % zurückgeht.